# Flybondi
 (octobre 2020).
Si vous disposez d'ouvrages ou d'articles de référence ou si vous connaissez des sites web de qualité traitant du thème abordé ici, merci de compléter l'article en donnant les références utiles à sa vérifiabilité et en les liant à la section « Notes et références ».
La libertad de volar
FB Líneas Aéreas SA, opérant sous le nom de Flybondi, est la première compagnie aérienne à bas prix en Argentine. 
La compagnie aérienne est basée à Buenos Aires et Córdoba. Tous les appareils sont immatriculés en Argentine. Le vol inaugural de la compagnie aérienne de l'aéroport international Ingeniero Aeronáutico Ambrosio LV Taravella de Córdoba à l'aéroport international Cataratas del Iguazú de Puerto Iguazú a eu lieu le 26 janvier 2018.

## Destinations
Les premiers itinéraires ont été lancés depuis la base de l'aéroport international de Cordoba en janvier 2018, vers les villes de Mendoza, Bariloche et Puerto Iguazú . En février 2018, la compagnie aérienne a été la première compagnie aérienne civile à opérer à partir de l'aéroport El Palomar près de Buenos Aires, où elle a établi une nouvelle base et a commencé ses vols vers Salta, Neuquén, Tucumán. 
Flybondi a lancé ses premiers vols internationaux le 17 décembre 2018, avec des vols entre El Palomar dans la région du Grand Buenos Aires et la capitale paraguayenne Asunción.
En juillet 2019, la compagnie aérienne a annoncé qu'elle lancerait des vols entre Buenos Aires et Rio de Janeiro. Les vols ont commencé à fonctionner à partir du 11 octobre 2019, allant de la base principale de la compagnie aérienne à l'aéroport El Palomar de Buenos Aires à l'aéroport de Galeão à Rio de Janeiro.

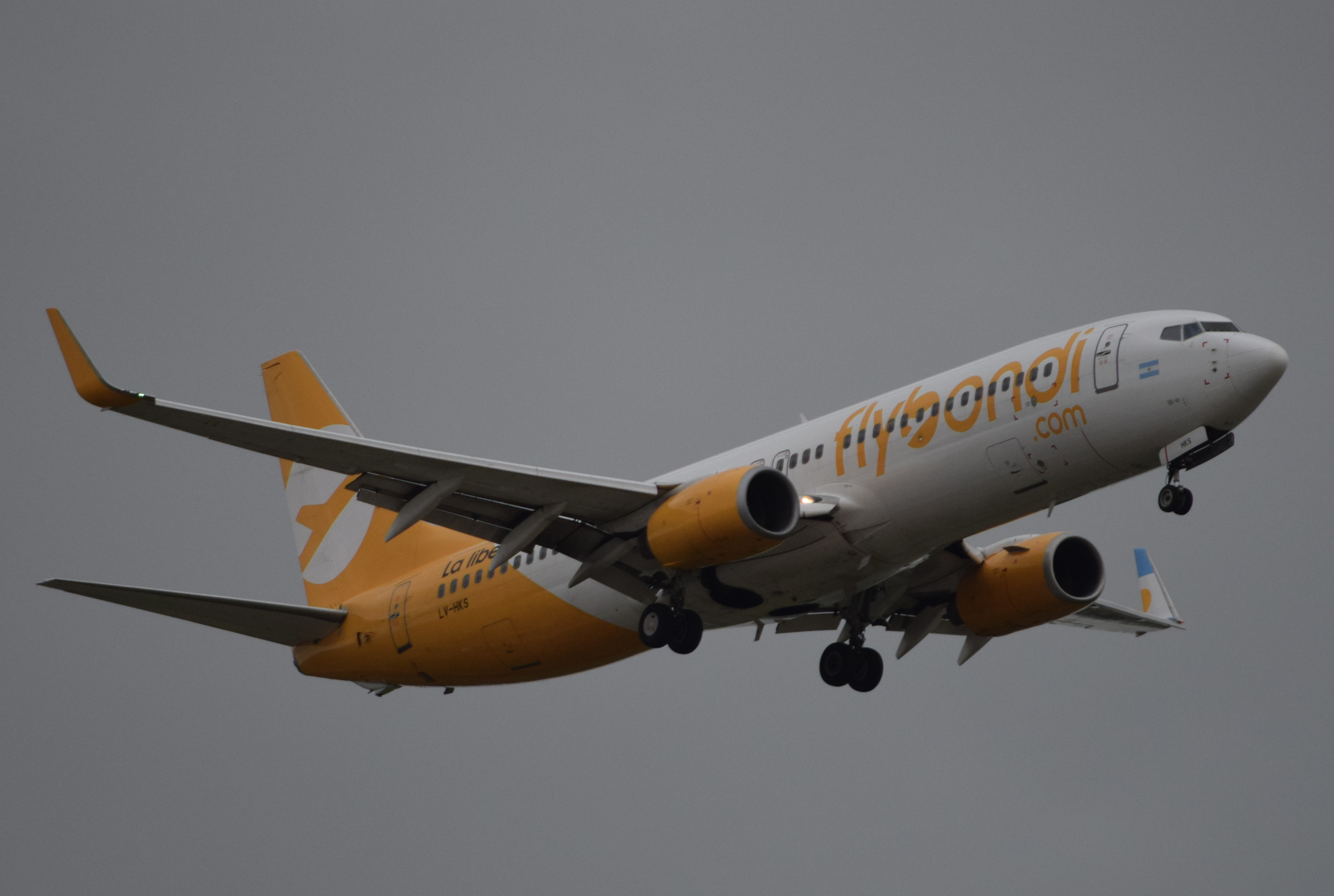
Boeing 737-800 de Flybondi

## Flotte
En novembre 2023, la compagnie comptait les appareils suivants dans sa flotte :